# Laujuzan
Laujuzan (Laur Jusan en gascon) est une commune française située dans l'ouest du département du Gers, en région Occitanie.
Sur le plan historique et culturel, la commune est dans le Bas-Armagnac, ou Armagnac noir, un pays s'inscrivant entre les vallées de l'Auzoue, la Gélise, la Douze et du Midou. Exposée à un climat océanique altéré, elle est drainée par la Midouze, l'Izaute, le ruisseau de la Moulie et par divers autres petits cours d'eau. La commune possède un patrimoine naturel remarquable : un site Natura 2000 (le « réseau hydrographique du Midou et du Ludon ») et deux zones naturelles d'intérêt écologique, faunistique et floristique.
Laujuzan est une commune rurale qui compte 290 habitants en 2022, après avoir connu un pic de population de 606 habitants en 1856.  Elle fait partie de l'aire d'attraction de Nogaro. Ses habitants sont appelés les Laujuzanais ou  Laujuzanaises.
Le patrimoine architectural de la commune comprend un immeuble protégé au titre des monuments historiques : le château de Lau, inscrit en 1981.

## Géographie

### Localisation
Laujuzan est une commune située en Gascogne en Bas-Armagnac à 9 km à l'ouest de Nogaro.

### Communes limitrophes
Les communes limitrophes sont  Caupenne-d'Armagnac, Magnan, Maupas, Monlezun-d'Armagnac, Mormès, Panjas et Perchède.
| Monlezun-d'Armagnac | Maupas (sur 100 m) | Panjas              |
| Mormès              | Laujuzan           |                     |
| Perchède            | Magnan             | Caupenne-d'Armagnac |

### Géologie et relief
Laujuzan se situe en zone de sismicité 1 (sismicité très faible).

### Hydrographie

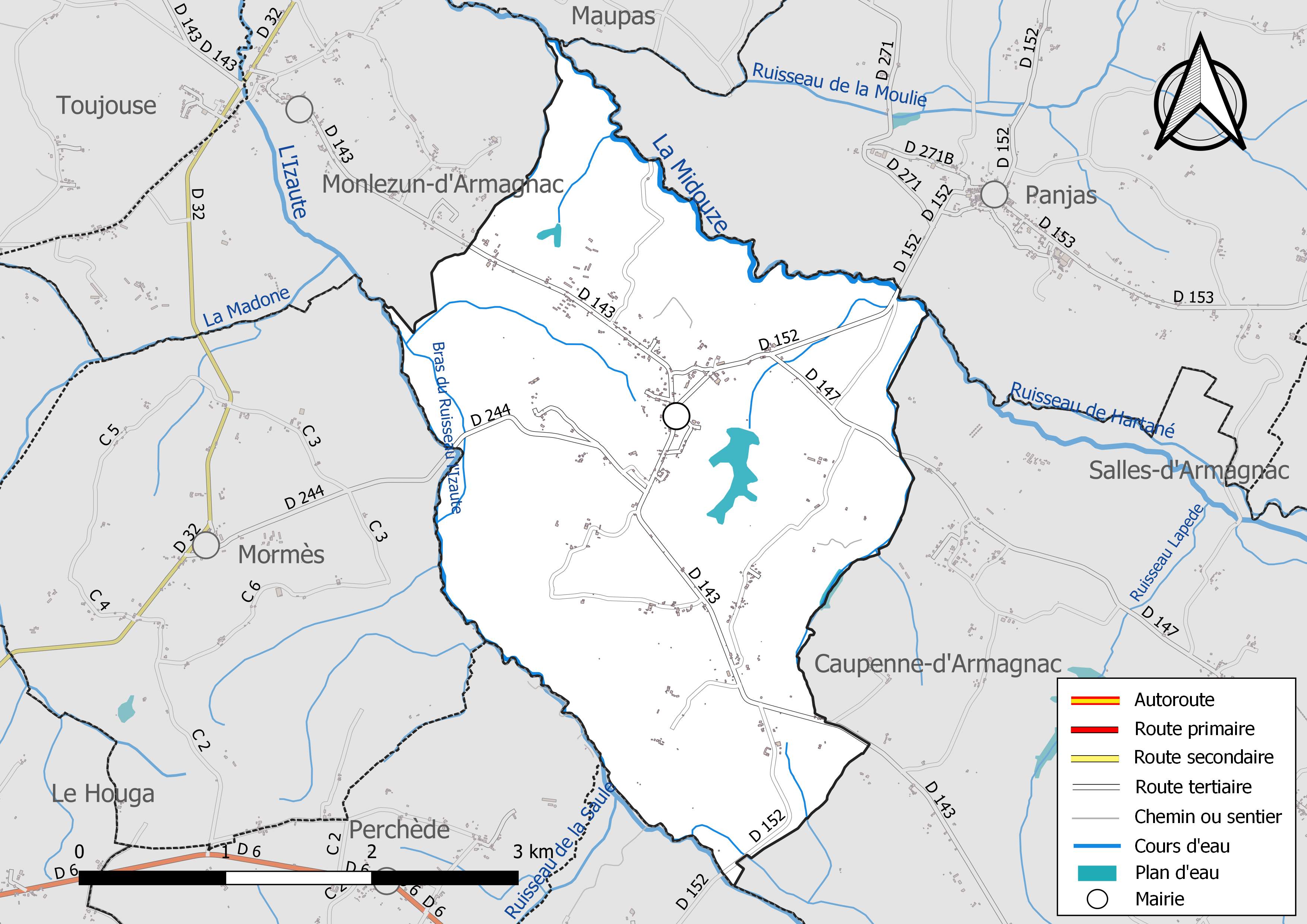
Réseaux hydrographique et routier de Laujuzan.

La commune est dans le bassin de l'Adour, au sein du bassin hydrographique Adour-Garonne. Elle est drainée par la Midouze, l'Izaute, le ruisseau de la Moulie, un bras du Ruisseau l'Izaute et par divers petits cours d'eau, qui constituent un réseau hydrographique de 15 km de longueur totale,.
La Midouze, d'une longueur totale de 151,5 km, prend sa source dans la commune d'Armous-et-Cau et s'écoule du sud-est vers le nord-ouest puis vers l'ouest. Elle traverse la commune et se jette dans l'Adour à Vicq-d'Auribat, après avoir traversé 46 communes.
L'Izaute, d'une longueur totale de 37,5 km, prend sa source dans la commune de Dému et s'écoule vers le nord. Il traverse la commune et se jette dans la Gélise à Castelnau d'Auzan Labarrère, après avoir traversé 11 communes.

### Climat
Pour des articles plus généraux, voir Climat de l'Occitanie et Climat du Gers.
En 2010, le climat de la commune est de type climat océanique altéré, selon une étude s'appuyant sur une série de données couvrant la période 1971-2000. En 2020, Météo-France publie une typologie des climats de la France métropolitaine dans laquelle la commune est toujours exposée à un climat océanique altéré et est dans la région climatique Aquitaine, Gascogne, caractérisée par une pluviométrie abondante au printemps, modérée en automne, un faible ensoleillement au printemps, un été chaud (19,5 °C), des vents faibles, des brouillards fréquents en automne et en hiver et des orages fréquents en été (15 à 20 jours).
Pour la période 1971-2000, la température annuelle moyenne est de 13,2 °C, avec une amplitude thermique annuelle de 14,5 °C. Le cumul annuel moyen de précipitations est de 951 mm, avec 11,2 jours de précipitations en janvier et 7,1 jours en juillet. Pour la période 1991-2020, la température moyenne annuelle observée sur la station météorologique la plus proche, située sur la commune du Houga à 6 km à vol d'oiseau, est de 13,8 °C et le cumul annuel moyen de précipitations est de 875,9 mm,. Pour l'avenir, les paramètres climatiques de la commune estimés pour 2050 selon différents scénarios d'émission de gaz à effet de serre sont consultables sur un site dédié publié par Météo-France en novembre 2022.

### Milieux naturels et biodiversité

#### Réseau Natura 2000

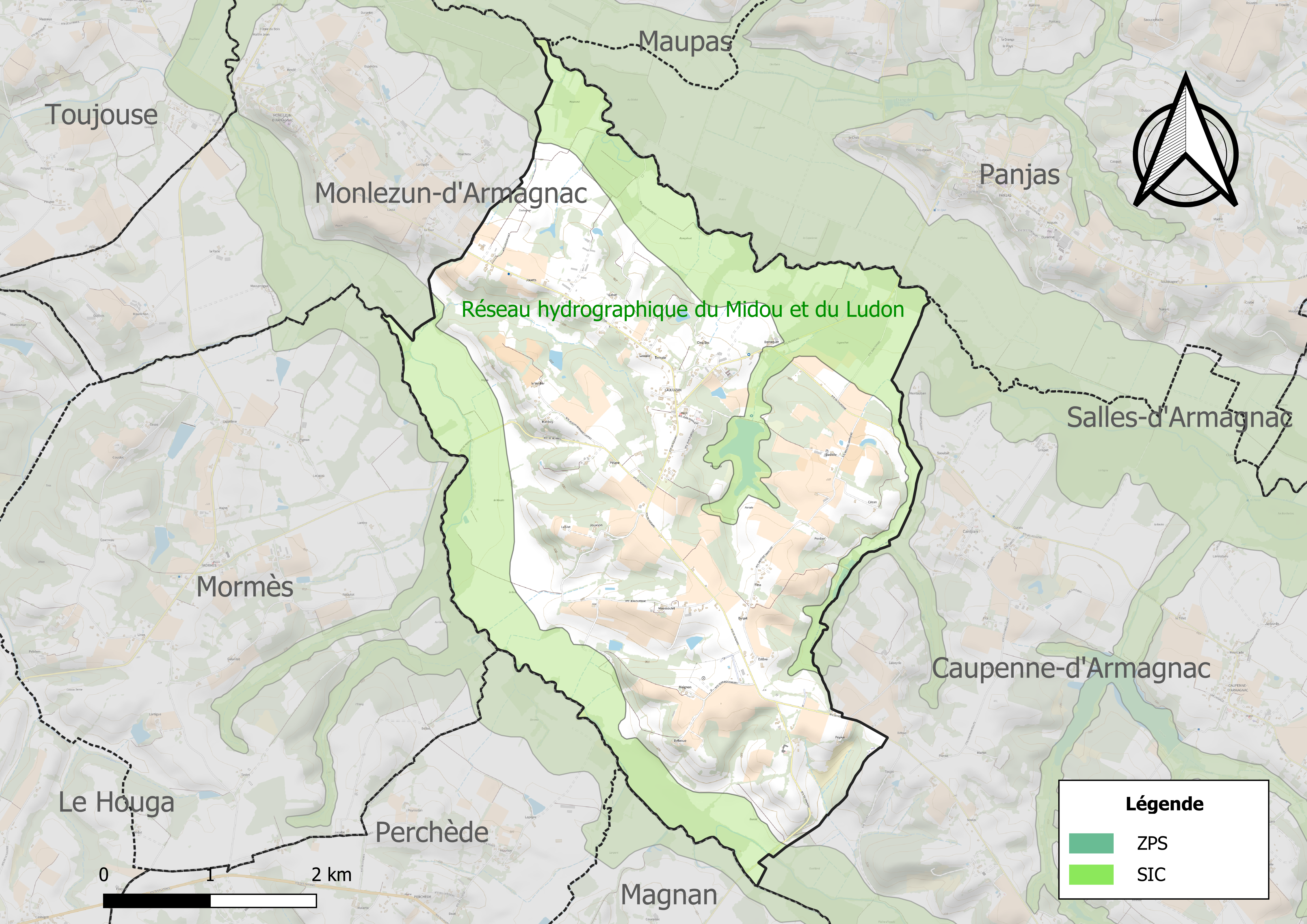
Site Natura 2000 sur le territoire communal.

Le réseau Natura 2000 est un réseau écologique européen de sites naturels d'intérêt écologique élaboré à partir des directives habitats et oiseaux, constitué de zones spéciales de conservation (ZSC) et de zones de protection spéciale (ZPS).
Un site Natura 2000 a été défini sur la commune au titre de la directive habitats : le « réseau hydrographique du Midou et du Ludon », d'une superficie de 6 542 ha, un site présentant une diversité d’habitats relativement importante, malgré une faible représentativité des habitats d’intérêt communautaire.

#### Zones naturelles d'intérêt écologique, faunistique et floristique
L’inventaire des zones naturelles d'intérêt écologique, faunistique et floristique (ZNIEFF) a pour objectif de réaliser une couverture des zones les plus intéressantes sur le plan écologique, essentiellement dans la perspective d’améliorer la connaissance du patrimoine naturel national et de fournir aux différents décideurs un outil d’aide à la prise en compte de l’environnement dans l’aménagement du territoire.
Une ZNIEFF de type 1 est recensée sur la commune :
l'« étang de Mousquey » (45 ha) et une ZNIEFF de type 2, : 
le « réseau hydrographique du Midou et milieux annexes » (6 344 ha), couvrant 43 communes dont 37 dans le Gers et six dans les Landes.

Carte des ZNIEFF de type 1 et 2 à Laujuzan.
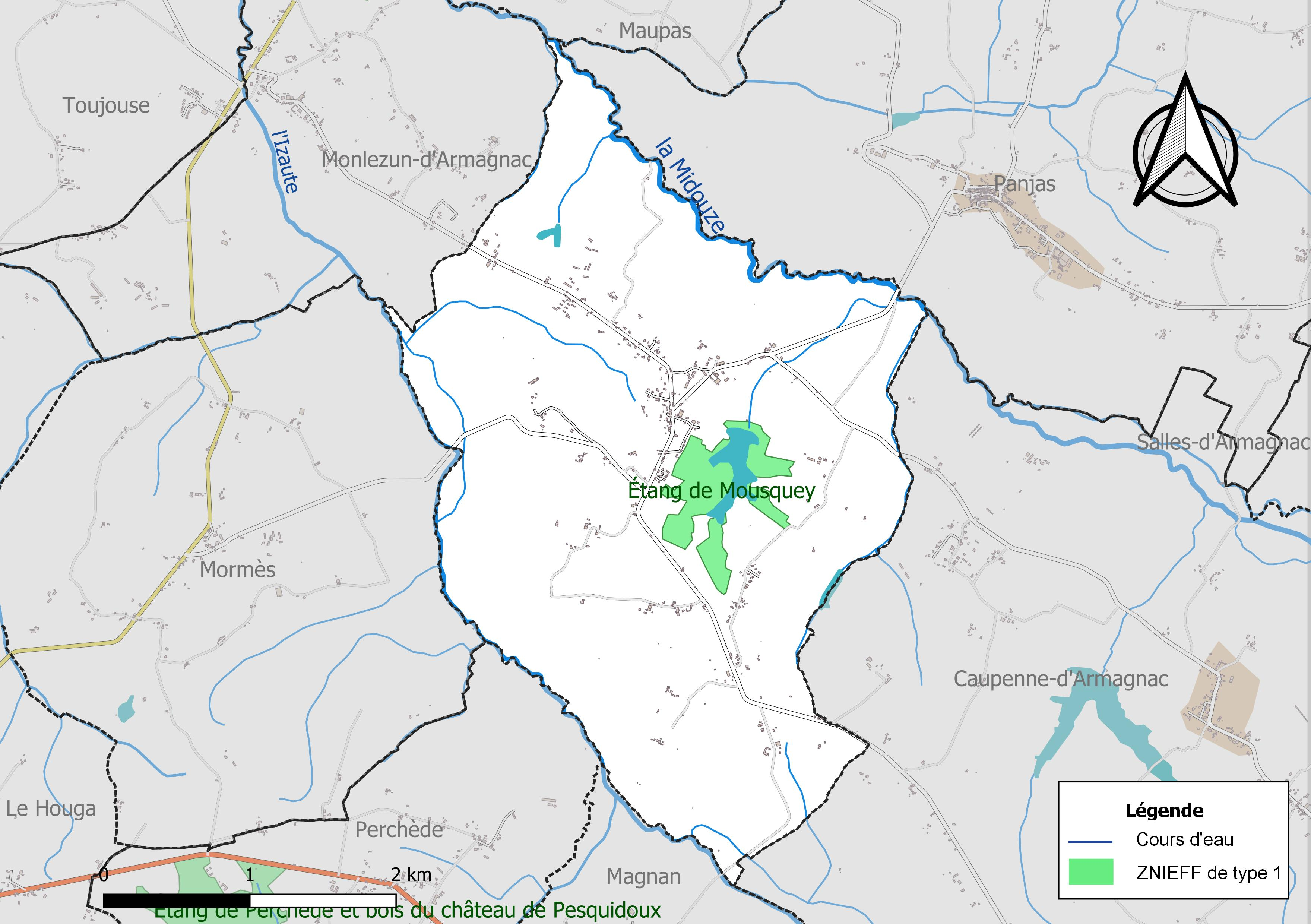
Carte de la ZNIEFF de type 1 sur la commune.
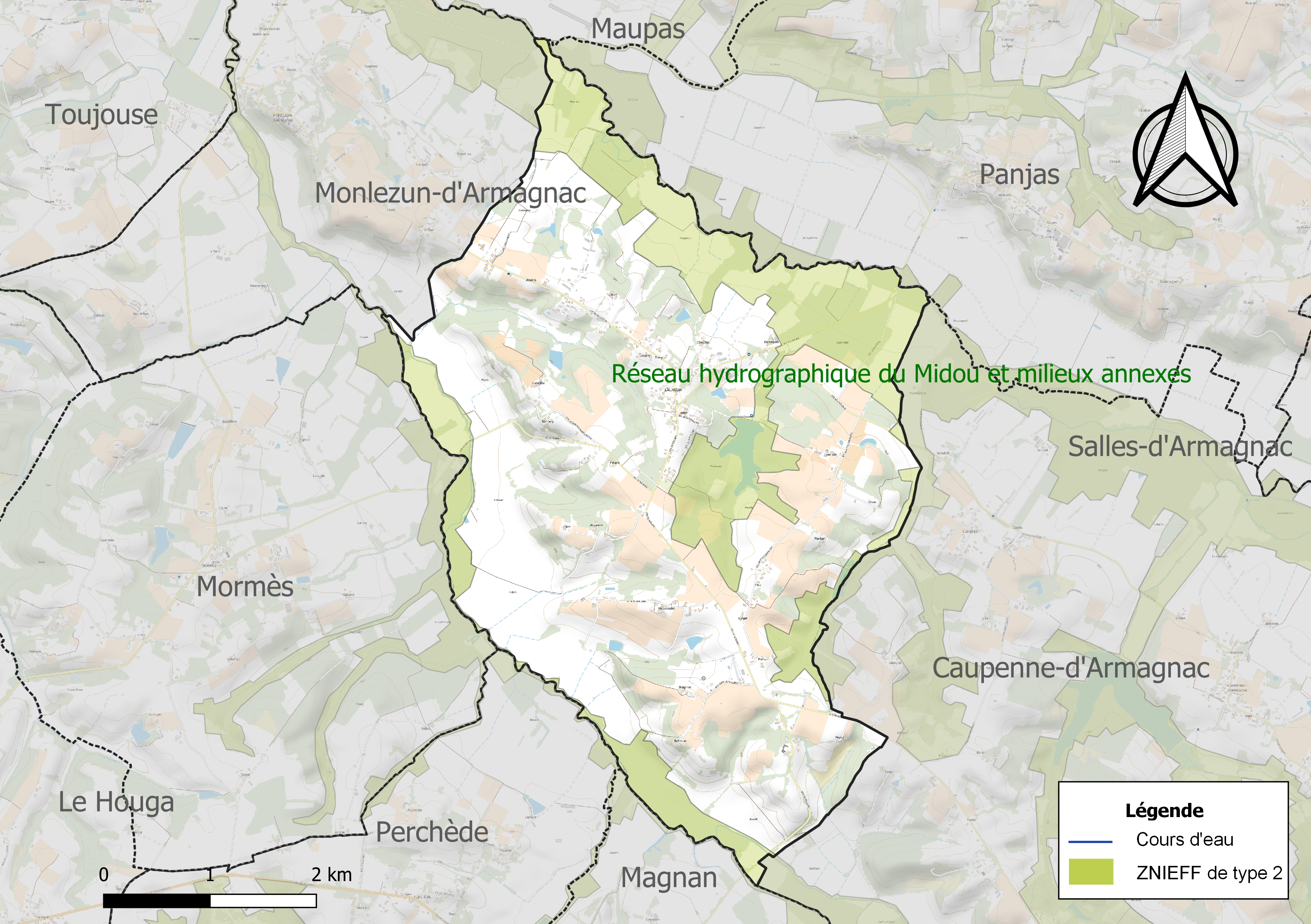
Carte de la ZNIEFF de type 2 sur la commune.

## Urbanisme

### Typologie
Au 1er janvier 2024, Laujuzan est catégorisée commune rurale à habitat dispersé, selon la nouvelle grille communale de densité à sept niveaux définie par l'Insee en 2022.
Elle est située hors unité urbaine. Par ailleurs la commune fait partie de l'aire d'attraction de Nogaro, dont elle est une commune de la couronne,. Cette aire, qui regroupe 18 communes, est catégorisée dans les aires de moins de 50 000 habitants,.

### Occupation des sols

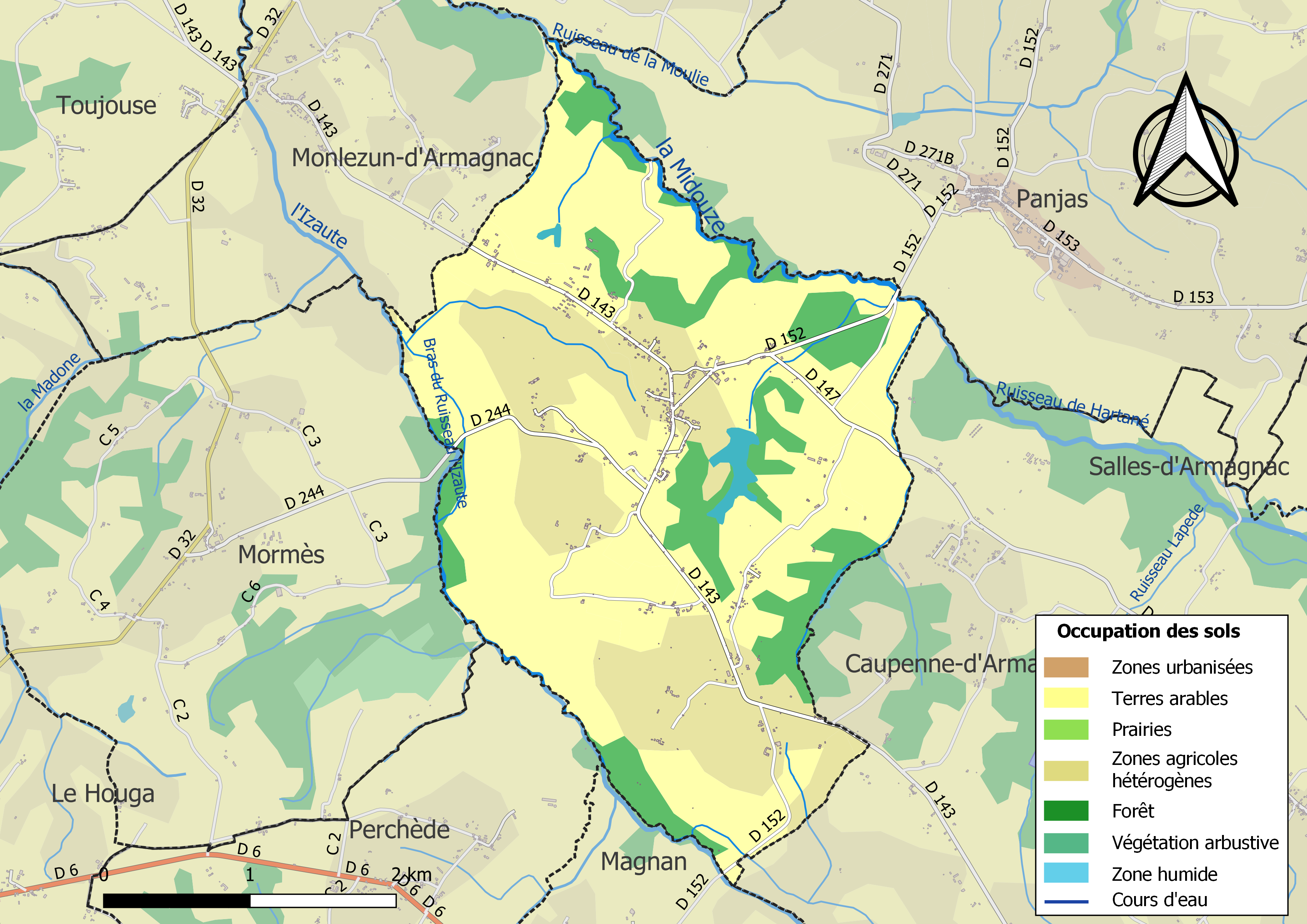
Carte des infrastructures et de l'occupation des sols de la commune en 2018 (CLC).

L'occupation des sols de la commune, telle qu'elle ressort de la base de données européenne d’occupation biophysique des sols Corine Land Cover (CLC), est marquée par l'importance des territoires agricoles (84,1 % en 2018), en diminution par rapport à 1990 (85,9 %). La répartition détaillée en 2018 est la suivante : 
terres arables (39,6 %), cultures permanentes (23,1 %), zones agricoles hétérogènes (21,4 %), forêts (15,9 %). L'évolution de l’occupation des sols de la commune et de ses infrastructures peut être observée sur les différentes représentations cartographiques du territoire : la carte de Cassini (XVIIIe siècle), la carte d'état-major (1820-1866) et les cartes ou photos aériennes de l'IGN pour la période actuelle (1950 à aujourd'hui).

### Risques majeurs
Le territoire de la commune de Laujuzan est vulnérable à différents aléas naturels : météorologiques (tempête, orage, neige, grand froid, canicule ou sécheresse), inondations et séisme (sismicité très faible). Il est également exposé à un risque technologique,  et  le risque industriel. Un site publié par le BRGM permet d'évaluer simplement et rapidement les risques d'un bien localisé soit par son adresse soit par le numéro de sa parcelle.

#### Risques naturels
Certaines parties du territoire communal sont susceptibles d’être affectées par le risque d’inondation par débordement de cours d'eau, notamment la Midouze et l'Izaute. La cartographie des zones inondables en ex-Midi-Pyrénées réalisée dans le cadre du XIe Contrat de plan État-région, visant à informer les citoyens et les décideurs sur le risque d’inondation, est accessible sur le site de la DREAL Occitanie. La commune a été reconnue en état de catastrophe naturelle au titre des dommages causés par les inondations et coulées de boue survenues en 1983, 1999 et 2009,.

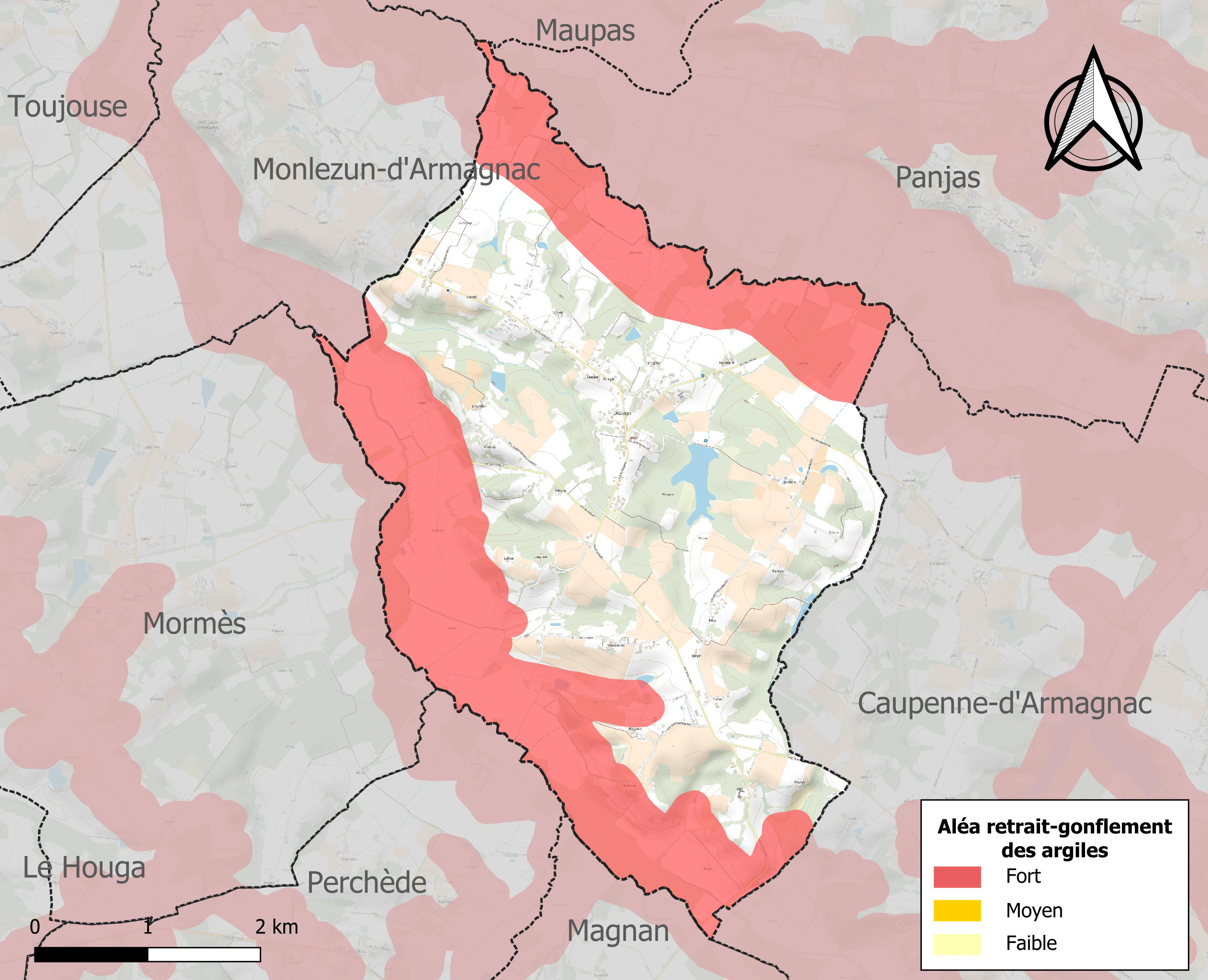
Carte des zones d'aléa retrait-gonflement des sols argileux de Laujuzan.

Le retrait-gonflement des sols argileux est susceptible d'engendrer des dommages importants aux bâtiments en cas d’alternance de périodes de sécheresse et de pluie. 38,1 % de la superficie communale est en aléa moyen ou fort (94,5 % au niveau départemental et 48,5 % au niveau national). Sur les 172 bâtiments dénombrés sur la commune en 2019, 1 sont en aléa moyen ou fort, soit 1 %, à comparer aux 93 % au niveau départemental et 54 % au niveau national. Une cartographie de l'exposition du territoire national au retrait gonflement des sols argileux est disponible sur le site du BRGM,.
Par ailleurs, afin de mieux appréhender le risque d’affaissement de terrain, l'inventaire national des cavités souterraines permet de localiser celles situées sur la commune.
Concernant les mouvements de terrains, la commune a été reconnue en état de catastrophe naturelle au titre des dommages causés par la sécheresse en 2002 et par des mouvements de terrain en 1999.

#### Risques technologiques
La commune est exposée au risque industriel du fait de la présence sur son territoire d'une entreprise soumise à la directive européenne SEVESO.

## Histoire
En 1881, Émile Taillebois y découvre 980 deniers élusates.

## Politique et administration
| Période                                  | Période  | Identité                | Étiquette | Qualité |
| ---------------------------------------- | -------- | ----------------------- | --------- | ------- |
| 1792                                     | 1796     | Pierre Lalanne          |           |         |
| 1804                                     | 1806     | Jean Dando              |           |         |
| 1806                                     | 1828     | Jean Dubedat            |           |         |
| 1828                                     | 1837     | Vital Ferdinand Luzarey |           |         |
| 1837                                     | 1879     | Jean Bouigneres         |           |         |
| 1879                                     | 1884     | Jacques Dubedat         |           |         |
| 1884                                     | 1888     | Louis Faget             |           |         |
| 1888                                     | 1889     | Jacques Dubedat         |           |         |
| 1889                                     | 1916     | Jean Dufranc            |           |         |
| 1916                                     | 1919     | Henri Dubedat           |           |         |
| 1919                                     | 1925     | Louis Joseph Cantau     |           |         |
| 1925                                     | 1965     | Jean Vincent Galabert   |           |         |
| 1965                                     | 1977     | Aristide Samalens       |           |         |
| 1977                                     | 1989     | Georges Samalens        |           |         |
| 1989                                     | 2001     | Solange Lasserre        |           |         |
| mars 2001                                | 2014     | Claude Senac            |           |         |
| mars 2014                                | 2020     | Frédéric Aoustou        | DVD       | Cadre   |
| 2020                                     | En cours | Patrick Lassalle        |           |         |
| Les données manquantes sont à compléter. |          |                         |           |         |

## Démographie
L'évolution du nombre d'habitants est connue à travers les recensements de la population effectués dans la commune depuis 1793. Pour les communes de moins de 10 000 habitants, une enquête de recensement portant sur toute la population est réalisée tous les cinq ans, les populations de référence des années intermédiaires étant quant à elles estimées par interpolation ou extrapolation. Pour la commune, le premier recensement exhaustif entrant dans le cadre du nouveau dispositif a été réalisé en 2007.

En 2022, la commune comptait 290 habitants, en évolution de +5,84 % par rapport à 2016 (Gers : +1,04 %, France hors Mayotte : +2,11 %).
| 1793 | 1800 | 1806 | 1821 | 1831 | 1841 | 1846 | 1851 | 1856 |
| ---- | ---- | ---- | ---- | ---- | ---- | ---- | ---- | ---- |
| 169  | 157  | 142  | 177  | 496  | 491  | 512  | 573  | 606  |

| 1861 | 1866 | 1872 | 1876 | 1881 | 1886 | 1891 | 1896 | 1901 |
| ---- | ---- | ---- | ---- | ---- | ---- | ---- | ---- | ---- |
| 578  | 556  | 574  | 596  | 564  | 526  | 508  | 476  | 516  |

| 1906 | 1911 | 1921 | 1926 | 1931 | 1936 | 1946 | 1954 | 1962 |
| ---- | ---- | ---- | ---- | ---- | ---- | ---- | ---- | ---- |
| 486  | 405  | 351  | 314  | 304  | 304  | 317  | 307  | 295  |

| 1968 | 1975 | 1982 | 1990 | 1999 | 2006 | 2007 | 2012 | 2017 |
| ---- | ---- | ---- | ---- | ---- | ---- | ---- | ---- | ---- |
| 283  | 262  | 242  | 245  | 226  | 231  | 232  | 255  | 279  |

| 2022 | - | - | - | - | - | - | - | - |
| ---- | - | - | - | - | - | - | - | - |
| 290  | - | - | - | - | - | - | - | - |

## Économie

### Revenus
En 2018  (données Insee publiées en septembre 2021), la commune compte 120 ménages fiscaux, regroupant 248 personnes. La médiane du revenu disponible par unité de consommation est de 19 870 € (20 820 € dans le département).

### Emploi
|                | 2008   | 2013  | 2018  |
| -------------- | ------ | ----- | ----- |
| Commune        | 10,2 % | 6,2 % | 8,9 % |
| Département    | 6,1 %  | 7,5 % | 8,2 % |
| France entière | 8,3 %  | 10 %  | 10 %  |

En 2018, la population âgée de 15 à 64 ans s'élève à 157 personnes, parmi lesquelles on compte 77,7 % d'actifs (68,8 % ayant un emploi et 8,9 % de chômeurs) et 22,3 % d'inactifs,. En  2018, le taux de chômage communal (au sens du recensement) des 15-64 ans est supérieur à celui du département, mais inférieur à celui de la France, alors qu'il était supérieur à celui de la France en 2008.
La commune fait partie de la couronne de l'aire d'attraction de Nogaro, du fait qu'au moins 15 % des actifs travaillent dans le pôle,. Elle compte 47 emplois en 2018, contre 56 en 2013 et 48 en 2008. Le nombre d'actifs ayant un emploi résidant dans la commune est de 110, soit un indicateur de concentration d'emploi de 42,9 % et un taux d'activité parmi les 15 ans ou plus de 53,7 %.
Sur ces 110 actifs de 15 ans ou plus ayant un emploi, 33 travaillent dans la commune, soit 30 % des habitants. Pour se rendre au travail, 82,7 % des habitants utilisent un véhicule personnel ou de fonction à quatre roues, 0,9 % les transports en commun, 1,8 % s'y rendent en deux-roues, à vélo ou à pied et 14,5 % n'ont pas besoin de transport (travail au domicile).

### Activités hors agriculture
29 établissements sont implantés  à Laujuzan au 31 décembre 2019. Le tableau ci-dessous en détaille le nombre par secteur d'activité et compare les ratios avec ceux du département,.
Le secteur du commerce de gros et de détail, des transports, de l'hébergement et de la restauration est prépondérant sur la commune puisqu'il représente 37,9 % du nombre total d'établissements de la commune (11 sur les 29 entreprises implantées  à Laujuzan), contre 27,7 % au niveau départemental.

### Agriculture
La commune est dans le Bas-Armagnac, une petite région agricole occupant une partie ouest du département du Gers. En 2020, l'orientation technico-économique de l'agriculture  sur la commune est la polyculture et/ou le polyélevage.
|               | 1988 | 2000 | 2010 | 2020 |
| ------------- | ---- | ---- | ---- | ---- |
| Exploitations | 28   | 19   | 16   | 12   |
| SAU (ha)      | 768  | 756  | 719  | 585  |

Le nombre d'exploitations agricoles en activité et ayant leur siège dans la commune est passé de 28 lors du recensement agricole de 1988  à 19 en 2000 puis à 16 en 2010 et enfin à 12 en 2020, soit une baisse de 57 % en 32 ans. Le même mouvement est observé à l'échelle du département qui a perdu pendant cette période 51 % de ses exploitations,. La surface agricole utilisée sur la commune a également diminué, passant de 768 ha en 1988 à 585 ha en 2020. Parallèlement la surface agricole utilisée moyenne par exploitation a augmenté, passant de 27 à 49 ha.

## Culture locale et patrimoine

### Lieux et monuments
Eléments d'histoire du village
Laujuzan a été fondé au XIe siècle et s'étendait à l'époque sur une surface de 680 hectares. Des vestiges remarquables ont survécu à l'épreuve du temps, notamment à Lau, une importante seigneurie qui a conservé un château du XVIIe siècle en cours de restauration, situé sur un coteau au nord de l'Izaute, un affluent du Midou. Son nom lui vient d'un seigneur, Inigo Lopez de Lod, neveu du roi de Biscaye, qui passa en Navarre et fonda un château dans un faubourg de Lescar, en Béarn. Le château de Lau fut pillé et rasé mais il fut reconstruit et habité jusqu'en 1724. La chapelle du château, qui appartient désormais à la commune, est accolée à ce dernier et date du XIIIe siècle. À noter que le retable de la chapelle de Lau est une œuvre classée.
- Château de Lau (ancien) à Laujuzan (32).
- Chapelle du Château de Lau.
- Église Saint-André.